# IDEcycle
IDEcycle est le service de vélos en libre service proposé par le Syndicat mixte Pau Béarn Pyrénées Mobilités : 140 vélos sont à la disposition du public en permanence dans 17 stations.

## Présentation

Logo du syndicat mixte

À la suite de l'appel d'offres lancé par le Syndicat mixte des transports urbains Pau Porte des Pyrénées en 2009, l'opérateur Kéolis a emporté le marché d'assistance à la STAP, société d'économie mixte chargée des transports.
Le réseau IDEcycle a été créé en septembre 2010. Il est alors opéré par EFFIA, une filiale de la Keolis.

## Les stations
Les stations sont :
1. Allées
2. Barthou
3. Bosquet
4. Château
5. Clémenceau
6. Funiculaire
7. Gramont
8. Halles-Médiathèque
9. Lyautey
10. Masse
11. Parc des Expositions
12. Saint-Cricq
13. Saint-John-Perse
14. Saragosse
15. Sept Cantons
16. Université Sud
17. Verdun

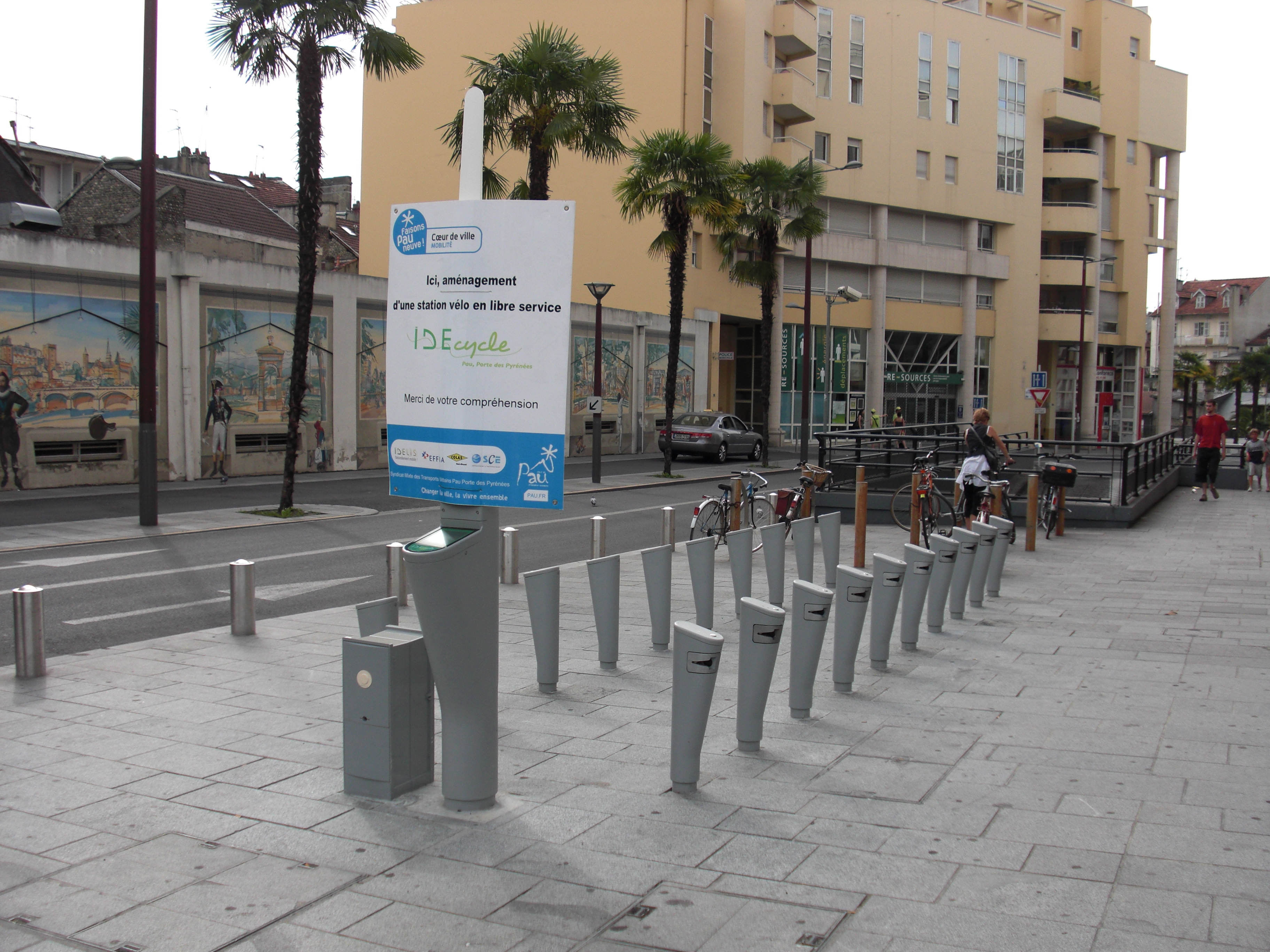
3 - Bosquet
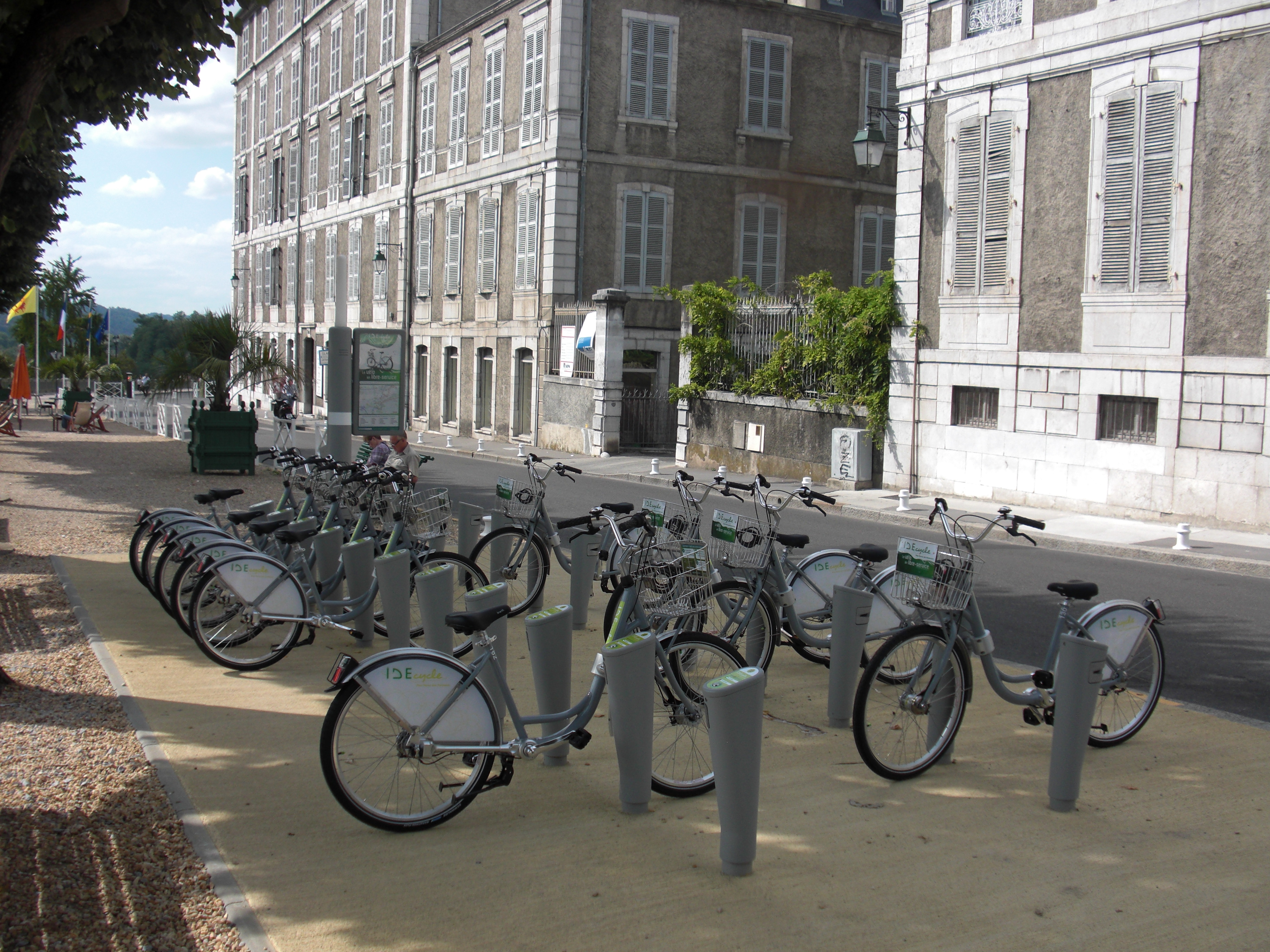
6 - Funiculaire
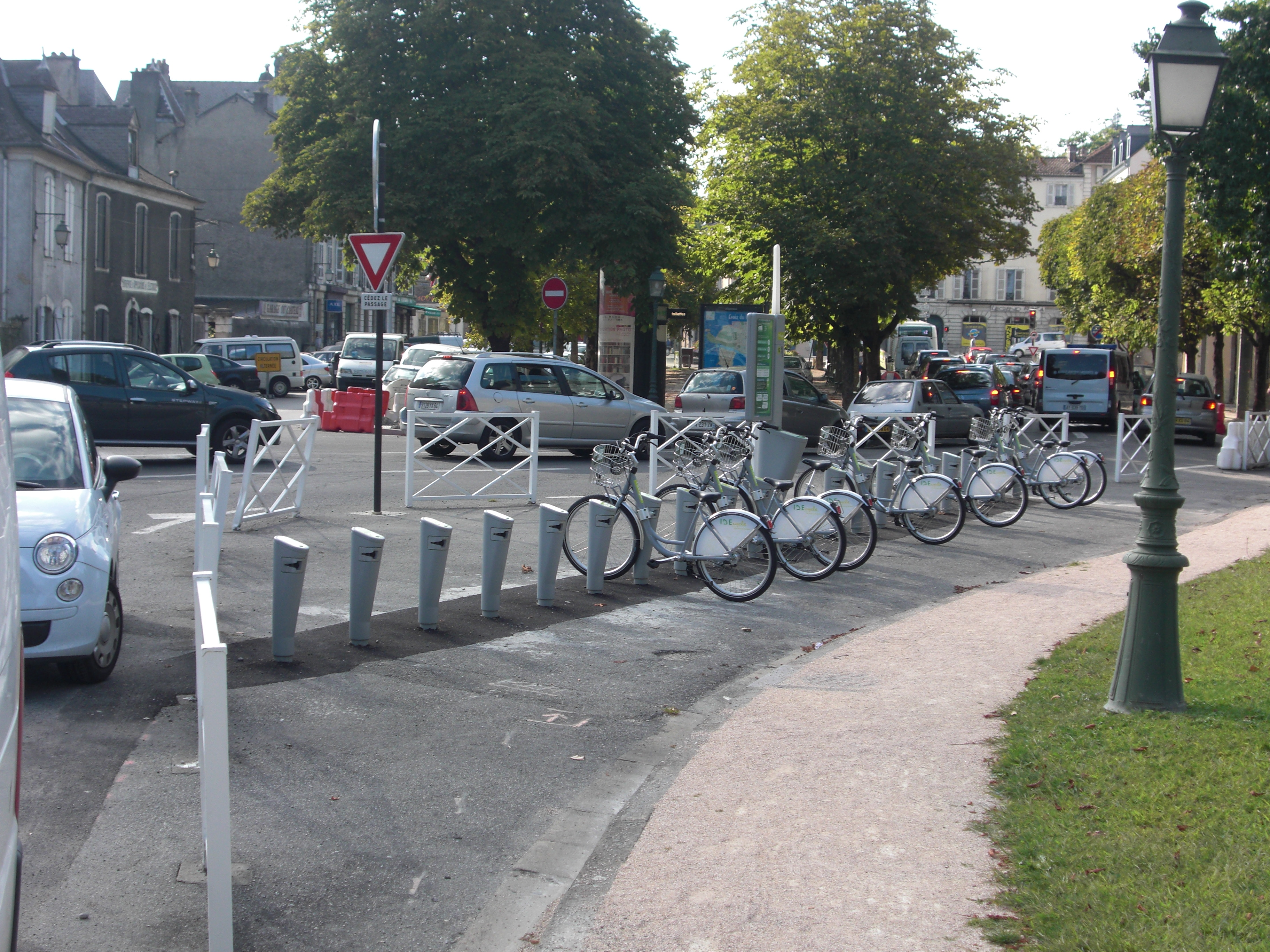
7 - Gramont

## Projet
En 2025, le Syndicat mixte Pau Béarn Pyrénées annonce la restructuration du service de vélo en libre service de l'agglomération. D'une part, elle prévoit le remplacement de la flotte de vélo. Dès octobre 2025, 250 vélos à assistance électrique seront proposés à la location. D'autre part, les stations seront totalement restructurées. Les 14 stations du réseau vont être retirées. Elles vont être remplacées par la mise en place de 40 stations au sein de l'agglomération paloise,.
| Commune  | Nombre de stations |
| -------- | ------------------ |
| Pau      | 23                 |
| Lescar   | 3                  |
| Billère  | 3                  |
| Lons     | 3                  |
| Jurançon | 2                  |
| Bizanos  | 2                  |
| Gelos    | 2                  |
| Idron    | 2                  |

## Fréquentation
| Type d’abonnement        | 25 nov. 2010 | 31 déc. 2011 | 30 avr. 2013 |
| ------------------------ | ------------ | ------------ | ------------ |
| Abonnements annuels      | 262          | 403          | 400          |
| Abonnements occasionnels | 1 324        | 5 678        | ----         |